# Noëlie Vialles
Noëlie Vialles est une anthropologue dont le principal sujet d’étude est l’alimentation carnée, ce qui l’amène aussi à s’intéresser aux relations que les humains entretiennent avec leur propre corps, avec leurs semblables, et avec les autres vivants. Membre du Laboratoire d’anthropologie sociale et du comité scientifique de l’OCHA (Observatoire Cniel des habitudes alimentaires), elle est aussi affectée au Collège de France depuis 2000 dans la fonction de maître de conférences (HDR) sous la chaire de Philippe Descola (Anthropologie de la nature).

## Biographie
Après avoir obtenu l’agrégation de philosophie en 1971, Noëlie Vialles a enseigné la philosophie pendant plusieurs années. À partir de 1981, elle s’est tournée vers l’ethnologie et l'anthropologie, et a dès lors partagé son temps entre l’enseignement en lycées et une recherche sur l’alimentation carnée, sous la direction de Françoise Héritier. Depuis 2000, elle occupe un poste de maître de conférences au Collège de France, où elle poursuit ses recherches sur l’alimentation carnée en observant les différentes pratiques de production et de consommation.
Au sein du Laboratoire d’anthropologie sociale, elle est chercheuse permanente dans les équipes Relation hommes/animaux : questions contemporaines, nourritures, et Les raisons de la pratique : invariants, universaux, diversité.
Ses travaux l’amènent aussi à se poser la question des relations que l’homme entretient avec son corps, avec ses semblables et avec les animaux : à ce sujet N. Vialles analyse différentes approches théoriques ainsi que les débats qui en découlent,.
De novembre 2012 à mai 2013 N. Vialles organise un séminaire avec Arouna Ouédraogo, chargé de recherche à l’INRA, portant sur le thème des relations hommes-animaux. Ce séminaire présente des approches théoriques de diverses disciplines et tente d’évaluer la portée heuristique et critique des unes et des autres. 
Noëlie Vialles a employé les six premières séances à esquisser une présentation des théories philosophiques convoquées par les militances contemporaines, et à analyser leurs usages. Les six autres séances ont accueilli l’exposé de divers travaux d’ethnologues, mais aussi d’un juriste et d’un historien.

## Le sang et la chair
En 1987, N. Vialles publie Le sang et la chair : les abattoirs des pays de l’Adour, ouvrage qui a fait autorité en sciences sociales sur la thématique des abattoirs,.
Depuis cette publication, le champ est toujours peu fréquenté.

## Ouvrages
- « Dépouiller la bête : l’habillage des carcasses », in Anthropozoologica, n° spécial 1987 : La découpe et le partage du corps à travers le temps et l’espace : actes de la Table ronde des 14 et 15 novembre 1985, Paris, p. 27-30, 1987.
- Le sang et la chair : les abattoirs des pays de l’Adour, Paris,  Maison des sciences de l’Homme / Mission du Patrimoine ethnologique. 160 p. (trad. anglaise par J.A. Underwood, Animal to Edible. Cambridge : Cambridge University Press / Paris : Maison des sciences de l’Homme, 1994, 142 p.), 1987[4].
- La viande ou la bête, Terrain, n° 10 : Hommes et bêtes, p. 86-96, 1988.
- L’âme de la chair : le sang des abattoirs, Mentalités, Histoire des Cultures et des Sociétés, n° 1, p. 141-156, 1988.
- Le goût du sang, Autrement, n° 108, p. 172-176, 1989.
- La différence incarnée. Remarques sur le traitement du corps animal en boucherie, Techniques et Culture, n° 13, janvier-juin 1989, p. 39-71, 1989.
- Le jeu des découpes, Ethnozootechnie, n° 48 : L’Homme et la viande (Journée d’étude de la Société d'ethnozootechnie, 20 nov. 1991), p. 49-56, 1992.
- La mort des bêtes, in Althabe, G., Fabre, D., Lenclud, G., dir., Vers une Ethnologie du présent. Paris : Maison des Sciences de l’Homme / Mission du Patrimoine ethnologique, p. 127-138, 1992.
- La mort invisible, Terrain, n° 20 : La Mort, p. 109-118, 1993.
- De l’animal à la viande. Une mort sans cadavre », French Cultural Studies, vol. 6/3, n° 18, p. 335-350, 1995.
- Chair ou poisson, Journal des anthropologues, n° 74 : Anthropologie des choix alimentaires, p. 105-116, 1998.
- L’Anthropologie sociale en France, p. 34-37, 1998-99.
- Qu’est-ce que la viande ?,  Sciences humaines, hors-série n° 23, déc. 1998.
- Toute chair n’est pas viande Etudes Rurales n° 147-148 : Mort et mise à mort des animaux, p. 139-149, 1998.
- Une mort indolore ? Remarques et questions autour des procédés d’abattage des animaux de boucherie, in A.P. Ouédraogo et P. Le Neindre, coord., L’Homme et l’animal : un débat de société (Actes des journées « Bien-être animal et comportement humain », Paris, INRA, 6-7 nov. 1995), Paris, INRA Éditions, p. 207-216, 1999.
- La viande, un aliment singulier, in C. Raisky dir., Alimentation et nourriture aujourd’hui. Dijon, Éditions de l’ENESAD (Établissement national d'enseignement supérieur agronomique de Dijon), p. 65-79, 1999.
- Où est la compassion pour les animaux ? La Médina n° 5, oct.-nov. 2000, p. 48-49, 2000.
- L’Église et l’hippophagie, Équ’Idée n° 48, déc. 2003, p. 22-24, 2003.
- La peur au ventre ? : le risque et le poison, Terrain n° 43, Peurs et menaces, p. 107-122, 2004.
- La nostalgie des corps perdus, in F. Héritier et M. Xanthakou, Corps et affects. Paris, éd. Odile Jacob, p. 275-289, 2004.